# جاك باول (لاعب كرة قدم)
جاك باول (بالإنجليزية: Jack Powell)‏ (29 يناير 1994 في المملكة المتحدة - ) هو لاعب كرة قدم بريطاني في مركز الوسط. لعب مع نادي ميلوول وكونكورد رينجرز.

## وصلات خارجية
- جاك باول على موقع قاعدة بيانات كرة القدم.إي يو (الإنجليزية)
- جاك باول على موقع Soccerbase.com (لاعب) (الإنجليزية)
- جاك باول على موقع Soccerway.com (الإنجليزية)